# Pierre Ducasse
Pierre Ducasse (ur. 7 maja 1987 w Bordeaux) – francuski piłkarz występujący na pozycji pomocnika w RC Lens.

## Kariera klubowa
Ducasse urodził się w Bordeaux. Swoją karierę piłkarską rozpoczynał w roku 2005 w miejscowym Girondins. Zadebiutował w niej 30 lipca w meczu z Olympique Marsylia wygranym przez jego drużynę 2:0. W tym spotkaniu zdobył także swoją pierwszą bramkę dla "Żyrondystów". W sezonie 2005/2006 Ducasse zagrał jeszcze w pięciu spotkaniach Ligue 1, wraz ze swoją drużyną został także wicemistrzem kraju. W następnych dwóch sezonach Ducasse był rezerwowym i występował kolejno w 12 i 14 meczach. W tym czasie drugi raz został wicemistrzem Francji. W sezonie 2008/2009 razem z zespołem Ducasse zdobył mistrzostwo kraju.
| Sezon   | Klub               | Kraj    | Rozgrywki | Mecze | Bramki | Rozgrywki Europy                    | Mecze | Bramki |
| ------- | ------------------ | ------- | --------- | ----- | ------ | ----------------------------------- | ----- | ------ |
| 2005/06 | Girondins Bordeaux | Francja | Ligue 1   | 6     | 1      | -                                   | -     | -      |
| 2006/07 | Girondins Bordeaux | Francja | Ligue 1   | 12    | 1      | Liga Mistrzów UEFA Liga Europy UEFA | 2 2   | 0 0    |
| 2007/08 | Girondins Bordeaux | Francja | Ligue 1   | 15    | 1      | Liga Europy UEFA                    | 8     | 0      |
| 2008/09 | Girondins Bordeaux | Francja | Ligue 1   | 8     | 0      | Liga Mistrzów UEFA                  | 1     | 0      |
| 2009/10 | FC Lorient (wyp.)  | Francja | Ligue 1   | 30    | 1      | -                                   | -     | -      |
| 2010/11 | Girondins Bordeaux | Francja | Ligue 1   | 10    | 0      | -                                   | -     | -      |
| 2011/12 | RC Lens            | Francja | Ligue 2   | 26    | 3      | -                                   | -     | -      |
| 2012/13 | RC Lens            | Francja | Ligue 2   | 12    | 0      | -                                   | -     | -      |

Stan na: 7 stycznia 2013 r.

## Kariera reprezentacyjna
W latach 2006–2007 Ducasse wystąpił w jednym meczu reprezentacji Francji do lat 21.